# Generale d'armata
Generale d'armata è un grado militare utilizzato in molte forze armate mondiali, cui è investito un ufficiale che nominalmente comanda un'armata. A causa della riduzione di organico delle forze armate mondiali, tale grado è oggi raramente usato.
Nei paesi socialisti dell'Europa orientale il grado di generale d'armata era sinonimo di generale dell'Esercito. Dopo la fine del blocco sovietico gli stati satelliti dell'Unione Sovietica hanno adottato il sistema di grado in vigore nella Nato.
Il grado di generale d'armata è in vigore nelle Forze armate della Federazione Russa, nelle Forze terrestri e nelle Forze aerospaziali ed è in vigore nelle forze armate di alcuni degli stati nati dalla dissoluzione dell'Unione Sovietica.
Tra i paesi aderenti alla NATO il grado è in vigore in Turchia; nelle forze armate turche il grado di generale d'armata (turco: Orgeneral) è il grado più alto nell'Esercito ed è riservato al Comandante in capo dell'Esercito, e nell'Aeronautica, anche in questo caso riservato al comandante in capo della forza aerea, mentre nella Marina il grado gerarchicamente corrispondente è ammiraglio d'armata (turco: Orgamiral) riservato al comandante in capo delle forze navali.

## Italia
In Italia nel Regio Esercito, precedentemente al primo conflitto mondiale, i gradi degli ufficiali generali erano tre: maggior generale, Tenente generale e generale d'esercito, cui si aggiunse alla vigilia del primo conflitto mondiale il grado di Generale in comando d'armata, intermedio tra tenente generale e generale d'esercito.
Nel corso della prima guerra mondiale per distinguere meglio gli incarichi di comando, nel Regio Esercito i gradi gerarchici degli ufficiali generali passarono da tre a otto. La massima suddivisione si ebbe nel 1918 quando il grado di colonnello in comando di brigata venne trasformato in brigadier generale ed inserito nella categoria degli ufficiali generali; durante il conflitto il grado di maggior generale, venne suddiviso in maggior generale in comando di brigata e maggior generale in comando di divisione e il grado di tenente generale suddiviso in Tenente generale in comando di divisione, Tenente generale in comando di corpo d'armata e vennero istituiti i gradi di Tenente generale in comando di armata e tenente generale capo di stato maggiore dell'esercito.
Con la riforma dei gradi degli anni venti i gradi di brigadier generale e di maggior generale in comando di brigata furono sostituiti dal grado di generale di brigata, mentre i gradi di maggior generale in comando di divisione e Tenente generale in comando di divisione dal grado di generale di divisione, ed i gradi di Tenente generale in comando di corpo d'armata e di Tenente generale in comando di armata ridenominati rispettivamente generale di corpo d'armata e generale designato d'armata, gradi rimasti in vigore fino alla fine della seconda guerra mondiale. Il grado di generale d'esercito venne ridenominato generale d'armata, raggiungibile solo per meriti di guerra e venne istituito il titolo onorifico di Maresciallo d'Italia, conferito solo per meriti di guerra. i gradi di generale d'armata e di Maresciallo d'Italia vennero aboliti nel 1947.

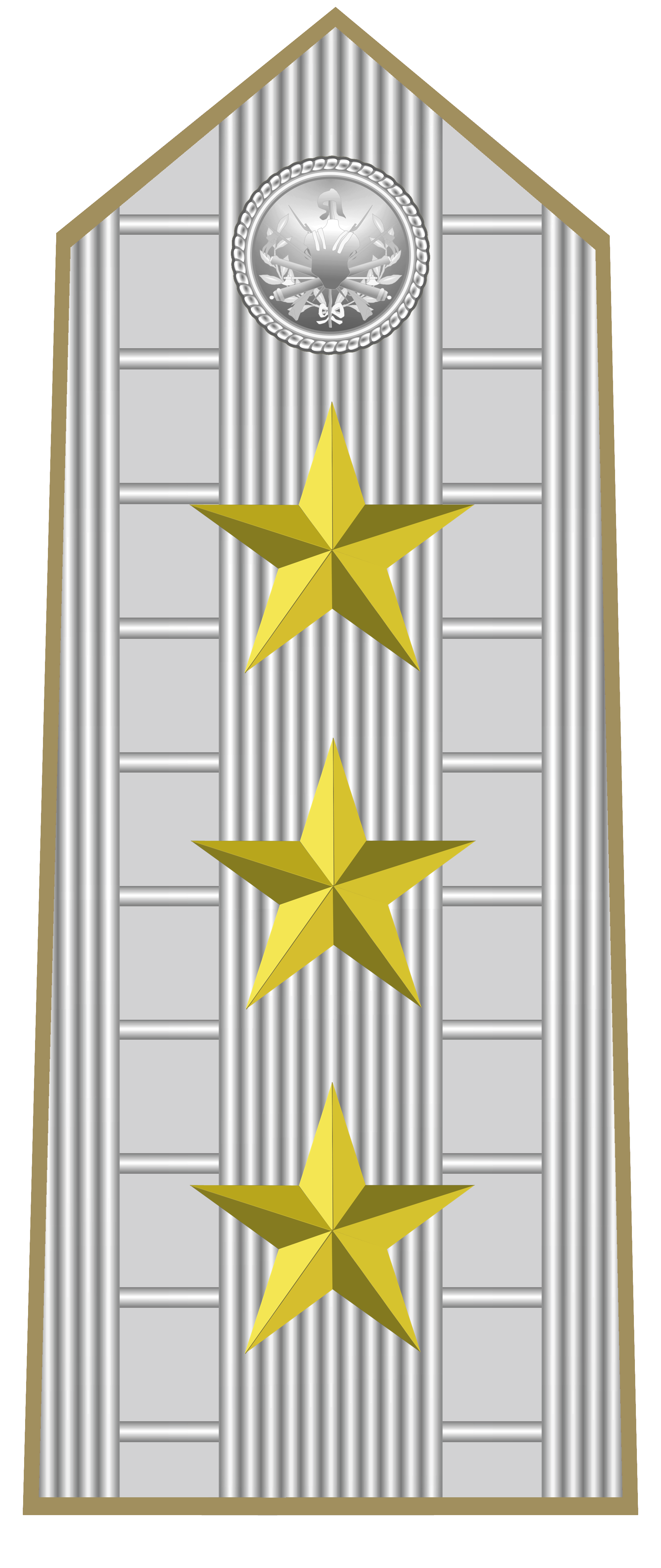
Controspallina di generale d'armata (1945-1947)
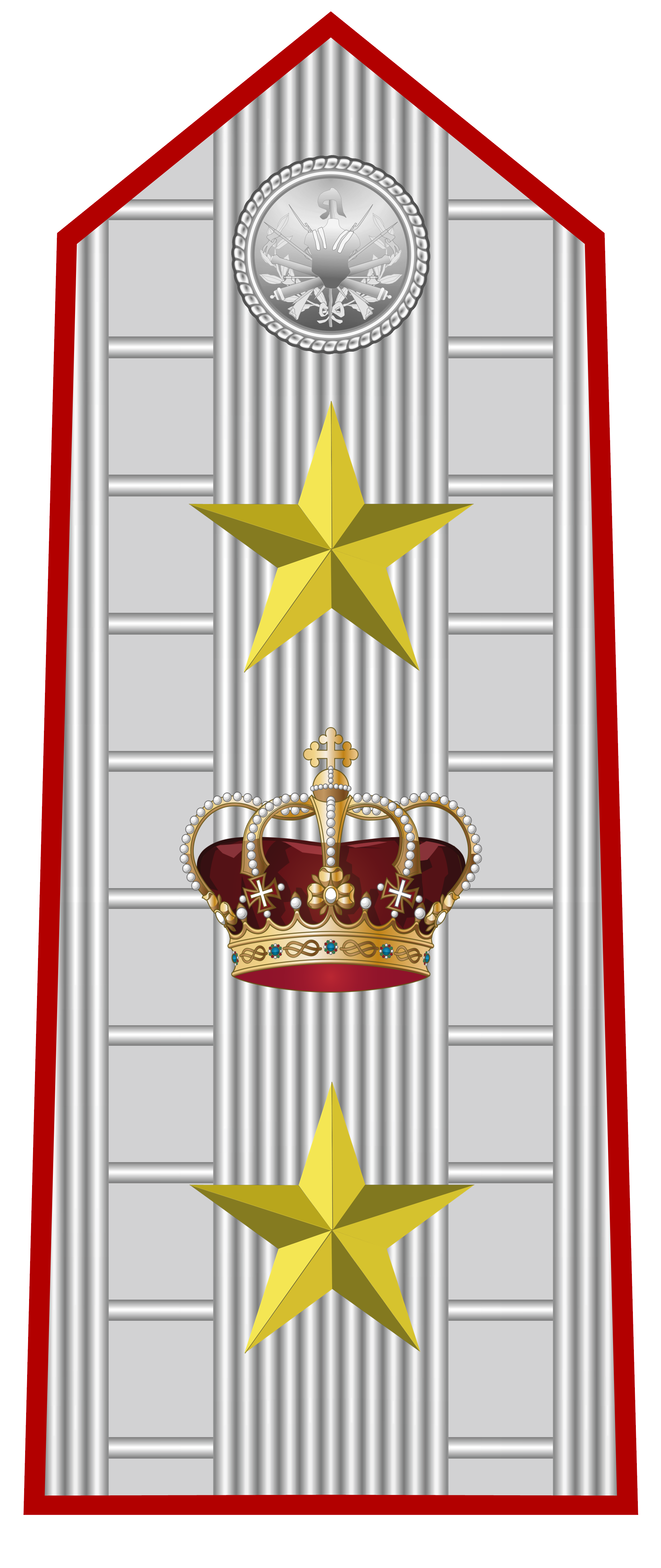
Controspallina di generale in comando d'armata (1915)
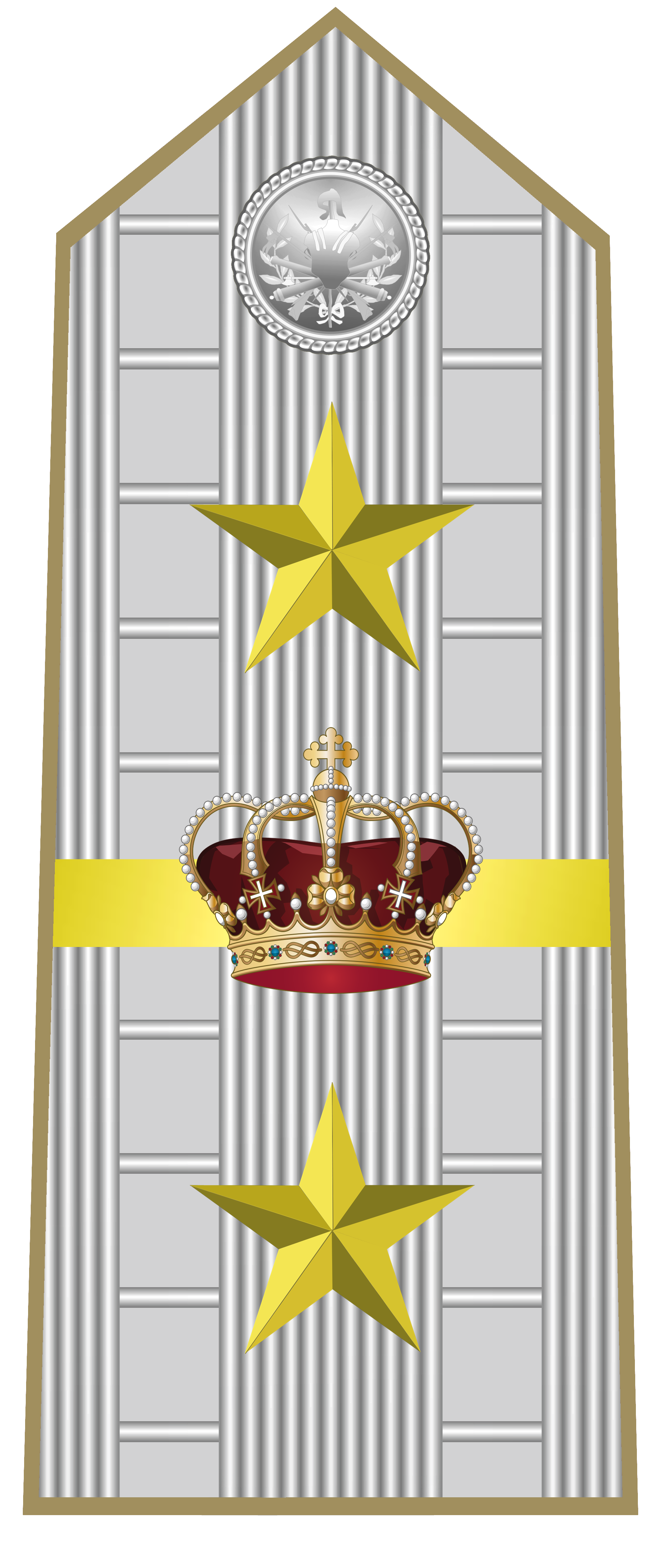
Controspallina di generale designato d'armata (1945-1947)

All'avvento della seconda guerra mondiale erano sei, tra cui quelli di generale d'armata e di generale designato d'armata, che vennero definitivamente aboliti, dopo la proclamazione della Repubblica, dall'Esercito Italiano nel 1947. Il grado di generale designato d'armata può essere omologato al grado di generale di corpo d'armata con incarichi speciali.

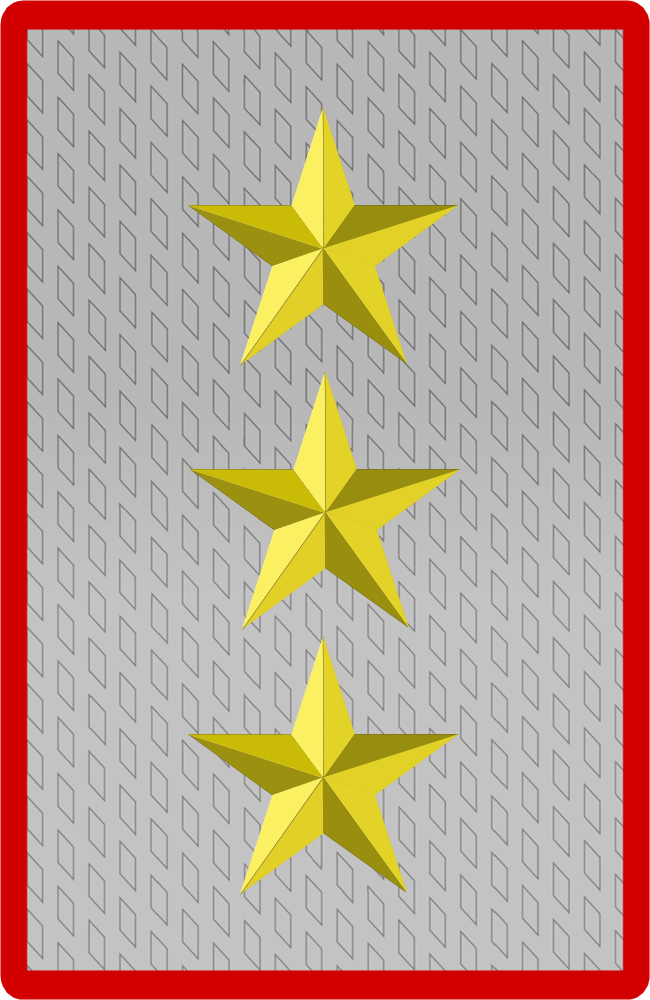
Paramano di generale d'esercito (1918)
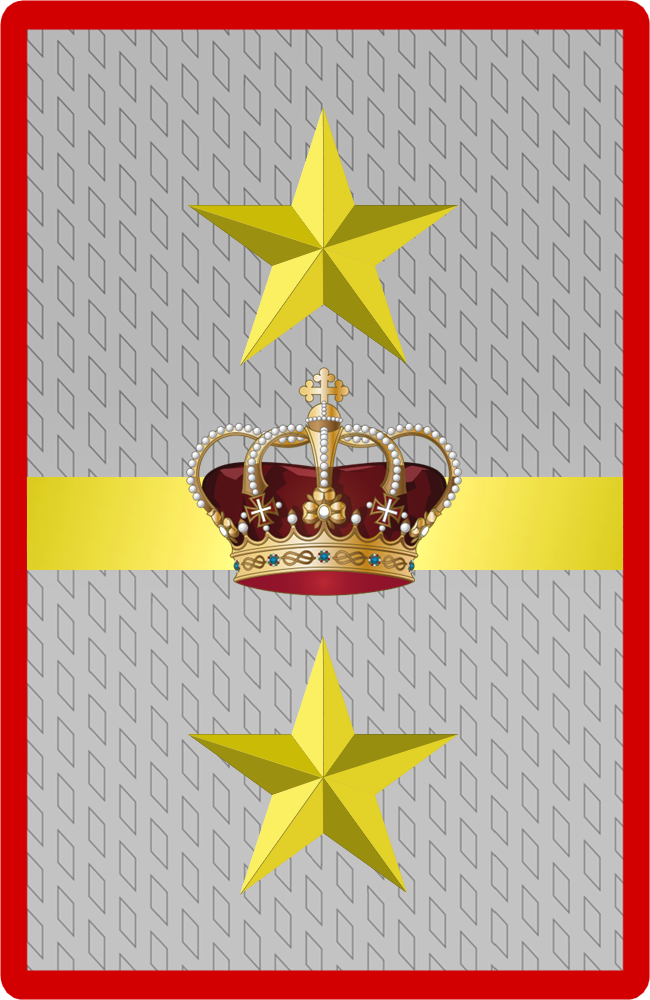
Paramano di tenente generale in comando d'armata (1918)

Paramano di generale d'armata (seconda guerra mondiale)
Paramano di generale designato d'armata (seconda guerra mondiale)

I corrispondenti gradi nella Regia Marina e nella Regia Aeronautica erano ammiraglio d'armata e generale d'armata aerea (istituito nel 1933).

Paramano di ammiraglio d'armata
Paramano di ammiraglio di squadra designato d'armata (fino al 1942)
Paramano di ammiraglio di squadra designato d'armata (1942-1946)

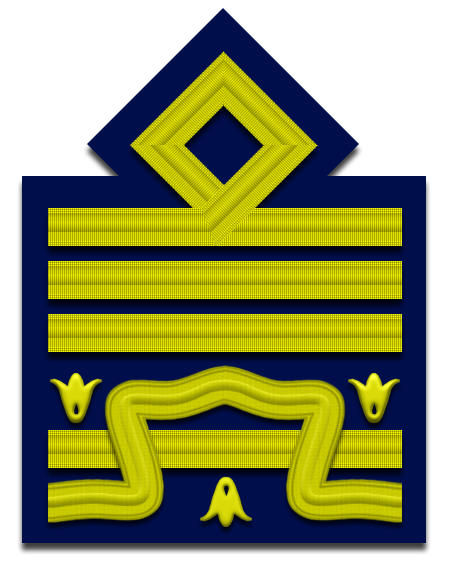
Paramano di generale d'armata aerea
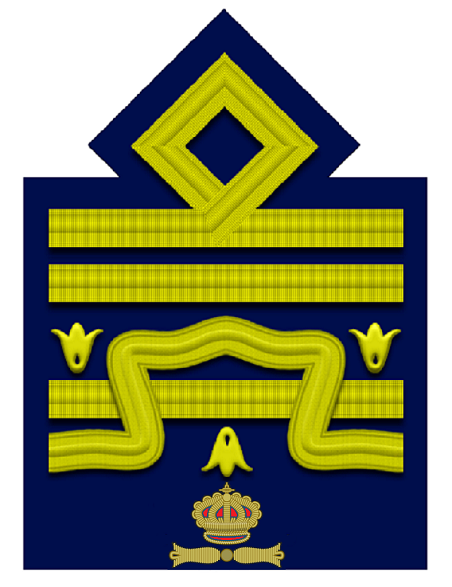
Paramano di generale designato d'armata aerea

## Brasile
In Brasile, il grado di General de Exército è il terzo grado dell'ufficiale generale nell'Esercito, sopra il grado di General de Divisão. È il più alto rango militare in tempo di pace. L'equivalente nella Marina è Almirante de Esquadra e nell'Aeronautica è Tenente Brigadeiro.
|                     |                   |                        |
| Exército Brasileiro | Marinha do Brasil | Força Aérea Brasileira |

## Francia
Il grado militare di général d'armée (tradotto dal francese:  generale d'armata) è la più alta posizione nella gerarchia militare dell'Esercito francese, della Gendarmeria e dell'Aeronautica militare.
Anche se ufficialmente ci sono solo due gradi per il ruolo di ufficiali generali, quello di général de brigade e général de division, i generali di divisione sono elevati al rango ed al titolo di généraux de corps d'armée  e poi di generale d'armata, in base ad un decreto del 6 giugno 1939.
I marescialli di Francia, per il protocollo, non hanno alcuna autorità gerarchica su un generale d'armata: infatti, il titolo di maresciallo non è un grado o un rango, ma è titolo puramente onorifico di "dignità dello Stato".
Un général d'armée ha il comando di un'armata composta generalmente da vari corpi d'armata e non va confuso con il grado di generale dell'Esercito. Anche se entrambi i distintivi di grado sono formati da cinque stelle, questo numero di stelle non ha relazione con gli altri gradi militari dei paesi della NATO, per i quali il livello è OF-10, mentre il livello di un général d'armée è OF-9.
Il grado corrispondente per l'Aeronautica militare è quello di général d'armée aérienne, mentre per la Marina è amiral.
I generali d'armata possono ricoprire le seguenti cariche:
- Capo di stato maggiore delle Forze armate francesi;
- Capo di stato maggiore particolare del presidente della Repubblica;
- Gran cancelliere della Legion d'onore;
- Capo di stato maggiore de l'Armèè de terre;
- Direttore generale della Gendarmerie nationale
- Ispettore generale delle forze armate (esercito o gendarmerie);
- Maggior generale delle forze armate

| Francia (bandiera)                       | Gradi della Armée de terre |                                        |
| grado inferiore général de corps d'armée | général d'armée            | grado superiore maresciallo di Francia |

| Francia (bandiera)                       | Gradi della Gendarmerie nationale |                                        |
| grado inferiore général de corps d'armée | général d'armée                   | grado superiore maresciallo di Francia |

| Francia (bandiera)                      | Gradi della Armée de l'air |                         |
| grado inferiore général de corps aérien | général d'armée aérienne   | grado superiore nessuno |

## Unione Sovietica e Russia
Nelle forze armate dell'Unione Sovietica il grado di generale dell'armata (russo: генерал армии, general armii) venne istituito nel 1940 ed era secondo al grado di maresciallo dell'Unione Sovietica. Analogamente nelle forze armate della federazione russa il grado di generale d'armata è immediatamente inferiore a quello di maresciallo della Federazione Russa. Il distintivo di grado è formato da quattro stelle è il livello di grado è OF-9, mentre il livello di grado di generale dell'esercito nei paesi della NATO è OF-10.

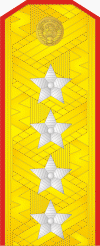
Controspallina (1943-55)
Controspallina (1955-74)
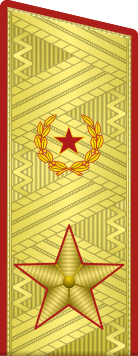
Controspallina (1974-91)
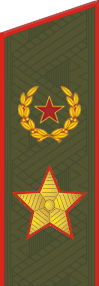
Controspallina (Russia)

## Eserciti del patto di Varsavia
Sul modello dei gradi dell'Armata Rossa, nei paesi del patto di Varsavia si trovava il seguente sistema: maggior generale – tenente generale – colonnello generale – generale d'armata – maresciallo. Il livello di grado di un generale d'armata era OF-9, mentre il livello di grado di generale dell'esercito nei paesi della NATO è OF-10.
La denominazione dei gradi nei vari paesi era la seguente:
- Bulgaria - Армейски генерал (Armejski general)
- Cecoslovacchia - Armádní generál
- Germania Est - Armeegeneral
- Polonia - Generał armii
- Romania - General de armată
- Ungheria - Hadseregtábornok
- Unione Sovietica - Генерал армии (General armii)

### Polonia
Nelle forze armate polacche il grado di generale d'armata (polacco: generał armii) è stato istituito per la prima volta 19 aprile 1951. La nomina veniva fatta dal presidente della Repubblica, su richiesta del ministro della Difesa nazionale. Il grado era il secondo della gerarchia dell'esercito polacco inferiore solo al grado di maresciallo di Polonia. Il grado, abolito il 9 gennaio 1958, venne ripristinato il 28 settembre 1973 e la nomina veniva fatta dal Consiglio di Stato della Repubblica Popolare di Polonia.
Gli ufficiali dell'esercito popolare polacco che hanno raggiunto il grado di generale d'armata sono stati:
- Stanisław Popławski nominato il 12 agosto 1955
- Wojciech Jaruzelski nominato il 29 settembre 1973
- Florian Siwicki nominato il 12 ottobre 1984

Dopo la fine dell'epoca socialista il grado di generale d'armata è stata abolito il 9 dicembre 1991 ma i generali che erano titolari di tale grado prima di quella data hanno continuato a mantenere il loro rango.

### Repubblica Democratica Tedesca

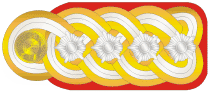
Controspallina di Armeegeneral dell'Esercito della DDR

Nella Repubblica Democratica Tedesca il grado di Armeegeneral è stato il più alto grado dell'esercito nella gerarchia militare fino al 25 marzo 1982 quando venne istituito dal Consiglio di Stato della Repubblica Democratica Tedesca, ad imitazione del grado di maresciallo dell'Unione Sovietica, il grado di maresciallo della Repubblica Democratica Tedesca, che però non venne mai assegnato ad alcun ufficiale generale fino alla sua abolizione, nel novembre 1989.
Il grado era anche presente anche nella gerarchia della Stasi e della Volkspolizei.
Gli ufficiali che hanno raggiunto tale grado sono stati:
- 1959 Willi Stoph (NVA)
- 1961 Heinz Hoffmann (NVA)
- 1980 Erich Mielke (MfS)
- 1984 Friedrich Dickel (MdI)
- 1985 Heinz Keßler (NVA)

### Cecoslovacchia e Repubblica Ceca
Nell'esercito della Cecoslovacchia socialista il grado di generale dell'esercito (ceco: armádní generál) era più alto della gerarchia militare e lo è ancora anche nelle forze armate della Repubblica Ceca.

### Jugoslavia
Nell'Armata Popolare della Repubblica Sodialista Federale di Jugoslavia il modello dei gradi rifletteva quello dell'Armata Rossa e dei paesi del patto di Varsavia con il seguente sistema: maggior generale – tenente colonnello generale – colonnello generale – generale d'armata – generale – maresciallo. Il livello di grado di un generale d'armata era OF-9, mentre il livello di grado di generale era OF-10.
Il grado di generale venne istituito nel 1955 e abolito nel 1974. L'unico ad essere stato proposto per la promozione a tale grado era stato Ivan Gošnjak, mentre prestava servizio come Segretario federale della difesa popolare della Repubblica Socialista Federale di Jugoslavia col grado di generale d'armata (a 4 stelle), ma nessun ufficiale oltre a Tito è mai stato promosso a questo grado. Il grado corrispondente al generale d'armata nella Jugoslavenska ratna mornarica era ammiraglio della flotta.

## Nel mondo
Di seguito è riportata una lista dell'equivalente del grado per le principali forze armate mondiali:
| ArgentinaTeniente general Australia(Full-)General BulgariaАрмейски генерал (Armejski general) Canada(Full-)General CecoslovacchiaArmádní generál CileGeneral de Ejército CinaShang jiang、上将 DanimarcaGeneral FinlandiaKenraali | FranciaGénéral d'armée GermaniaGeneral Germania EstArmeegeneral Giappone統合幕僚長たる陸将 (Tōgōbakuryōchō-taru-Rikushō) IranArteshbod ارتشبد IranArteshbod ارتشبد ItaliaGenerale NorvegiaGeneral PerùGeneral de Ejército | PoloniaGenerał armii PortogalloGeneral do Exército Rep. CecaArmádní generál RomaniaGeneral de armată Regno Unito(Full-)General SpagnaGeneral de Ejército SveziaGeneral TurchiaOrgeneral UngheriaHadseregtábornok Stati Uniti(Full)General CubaGeneral de Ejército VietnamĐại tướng |